# Iunius
Iunius, łac. – miesiąc czerwiec. Prawdopodobnie pochodzi od Junony. Liczył 30 dni i był czwartym miesiącem w kalendarzu rzymskim.
| Dzień | Nazwa                     | Nazwa dłuższa                                     |
| ----- | ------------------------- | ------------------------------------------------- |
| 1     | Kalendae (Kalendy)        | Kalendis Iuniis                                   |
| 2     | IV a.d. Nones             | ante diem IV (quartum) Nonas Iunias               |
| 3     | III a.d. Nones            | ante diem III (tertium) Nonas Iunias              |
| 4     | Pridie Nones              | pridie Nonas Iunias                               |
| 5     | Nonae (Nony)              | Nonis Iuniis                                      |
| 6     | VIII a.d. Ides            | ante diem VIII (octavum) Idus Iunias              |
| 7     | VII a.d. Ides             | ante diem VII (septimum) Idus Iunias              |
| 8     | VI a.d. Ides              | ante diem VI (sextum) Idus Iunias                 |
| 9     | V a.d. Ides               | ante diem V (quintum) Idus Iunias                 |
| 10    | IV a.d. Ides              | ante diem IV (quartum) Idus Iunias                |
| 11    | III a.d. Ides             | ante diem III (tertium) Idus Iunias               |
| 12    | Pridie Ides               | pridie Idus Iunias                                |
| 13    | Idus (Idy)                | Idibus Iuniis                                     |
| 14    | XVIII a.d. Iuniis Kalends | ante diem XVIII (duodevicesimum) Kalendas Iulias  |
| 15    | XVII a.d. Iuniis Kalends  | ante diem XVII (septimum decimum) Kalendas Iulias |
| 16    | XVI a.d. Iuniis Kalends   | ante diem XVI (sextum decimum) Kalendas Iulias    |
| 17    | XV a.d. Iuniis Kalends    | ante diem XV (quintum decimum) Kalendas Iulias    |
| 18    | XIV a.d. Iuniis Kalends   | ante diem XIV (quartum decimum) Kalendas Iulias   |
| 19    | XIII a.d. Iuniis Kalends  | ante diem XIII (tertium decimum) Kalendas Iulias  |
| 20    | XII a.d. Iuniis Kalends   | ante diem XII (duodecimum) Kalendas Iulias        |
| 21    | XI a.d. Iuniis Kalends    | ante diem XI (undecimum) Kalendas Iulias          |
| 22    | X a.d. Iuniis Kalends     | ante diem X (decimum) Kalendas Iulias             |
| 23    | IX a.d. Iuniis Kalends    | ante diem IX (nonum) Kalendas Iulias              |
| 24    | VIII a.d. Iuniis Kalends  | ante diem VIII (octavum) Kalendas Iulias          |
| 25    | VII a.d. Iuniis Kalends   | ante diem VII (septimum) Kalendas Iulias          |
| 26    | VI a.d. Iuniis Kalends    | ante diem VI (sextum) Kalendas Iulias             |
| 27    | V a.d. Iuniis Kalends     | ante diem V (quintum) Kalendas Iulias             |
| 28    | IV a.d. Iuniis Kalends    | ante diem IV (quartum) Kalendas Iulias            |
| 29    | III a.d. Iuniis Kalends   | ante diem III (tertium) Kalendas Iulias           |
| 30    | Pridie Iuniis Kalends     | pridie Kalendas Iulias                            |